# 500 lire "Michelangelo"
In occasione del cinquecentenario della nascita di Michelangelo Buonarroti la zecca ha coniato una moneta d'argento dal valore nominale di 500 lire con millesimo 1975.

## Dati tecnici
Al Dritto è ritratto al centro Michelangelo Buonarroti volto a sinistra, in giro è scritto "REPVBBLICA ITALIANA" mentre, nell'esergo, sono poste le firme del modellista Pietro Giampaoli e dell'incisore Guerrino Mattia Monassi; più sotto è posta la data.
Al rovescio è riprodotta l'immagine della Sibilla Delfica, tratta dall'affresco della volta della Cappella Sistina; ai suoi lati sono riportate le date di nascita e morte dell'artista 1475 e 1564. In giro è scritto "MICHELANGELO BVONARROTI" mentre l'indicazione del valore e il segno di zecca R sono in esergo.
Nel contorno: "REPVBBLICA ITALIANA" in rilievo.
Il diametro è di 29 mm, il peso di 11 g e il titolo è di 835/1000.
La tiratura è di 269.752 esemplari.
Questa moneta, pur recando il millesimo 1975, è stata emessa solo cinque anni dopo, con DPR del 30 ottobre del 1980. La moneta è presentata nella sola versione fior di Conio confezionata in astuccio.